# Lobeč
Lobeč (en allemand : Lobes) est une commune du district de Mělník, dans la région de Bohême-Centrale, en République tchèque. Sa population s'élevait à 149 habitants en 2020.

## Géographie
Lobeč se trouve à 4 km au nord-est de Mšeno, à 18 km au nord-est de Mělník et à 46 km au nord-nord-est du centre de Prague.
La commune est limitée par Nosálov au nord-ouest et au nord, par Katusice à l'est, par Vrátno au sud-est, et par Mšeno au sud et au sud-ouest.

## Histoire
La première mention écrite de la localité date de 1323.